# Microscope à rayons X
La microscopie à rayons X (X-ray microscopy en anglais) est une technique de microscopie basée sur l’utilisation de rayons X. 
C'est la partie la moins « dure » des radiations électromagnétiques de la bande des rayons X qui est utilisée, pour produire des images d'objets ou d'échantillons biologiques très petits (nanoparticules, virus, microbactéries telles que Mycoplasma genitalium). 

## Principes de base

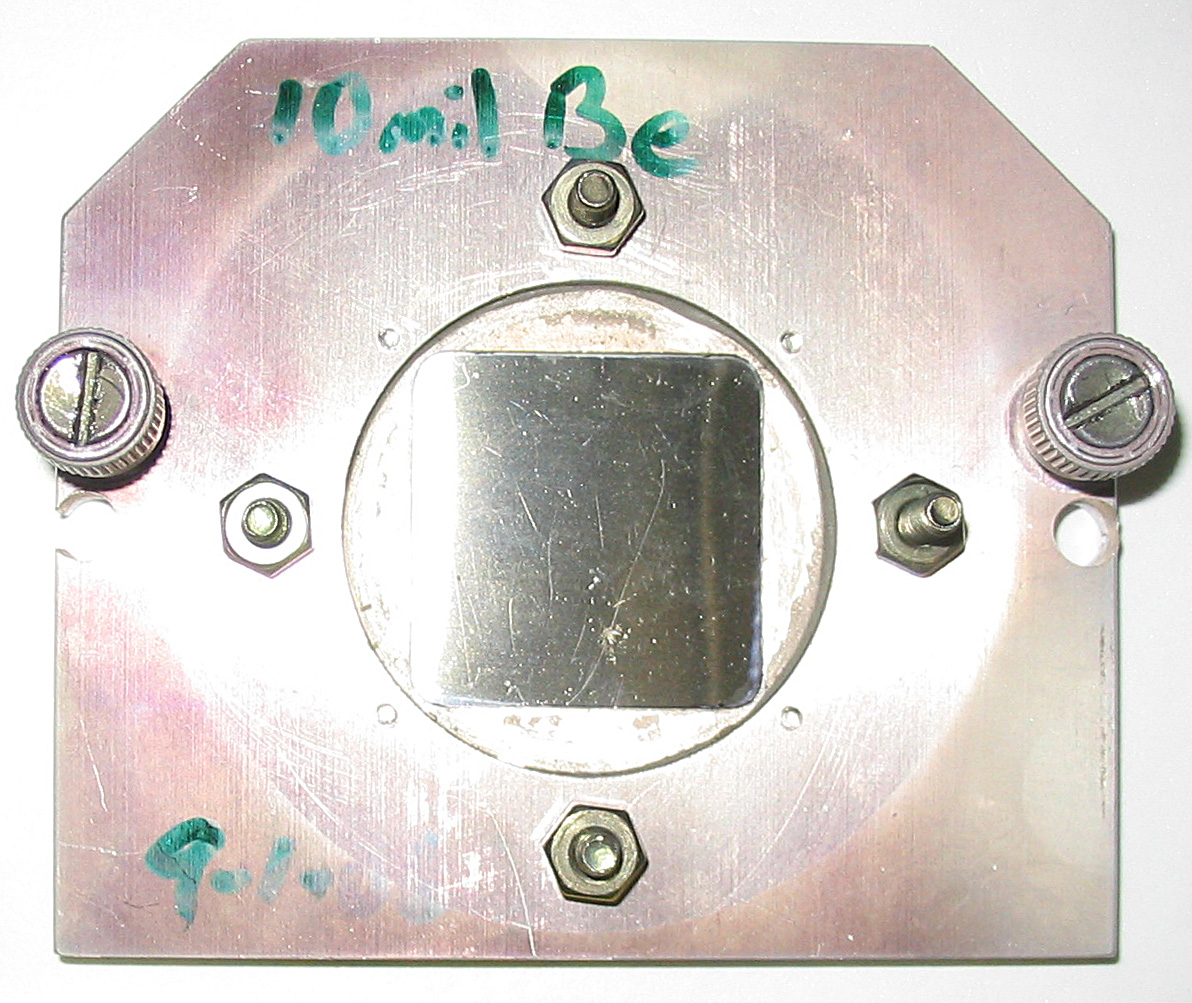
Feuille carrée de béryllium montée sur un boîtier en acier afin d'être utilisée comme une fenêtre entre une chambre à vide et d'un microscope à rayons X. Le béryllium, en raison de son faible numéro atomique, est très transparent aux rayons X.

Par rapport au rayonnement visible (la lumière), les rayons X traversent certains matériaux opaques et sont interceptés par d'autres (plomb notamment), sans provoquer de reflets ni de halos, et tout en réfractant facilement. Ces rayons sont invisibles à l'œil humain, mais peuvent être enregistrés par des caméras spéciales. 
Le principe consiste donc à disposer un échantillon dans un faisceau de rayons X et de photographier via un dispositif (détecteurs CCD) sensible aux rayons X le rayonnement qui a traversé l'échantillon. 
Une technologie dite d'imagerie de contraste utilise ensuite la différence d'absorption des « rayons X mous » dans la fenêtre de l'eau (région de longueur d'onde : 2,3 - 4,4 nm, la région d'énergie des photons étant de 0,28 à 0,53 keV), celle de l'atome de carbone (principal élément qui composent la cellule vivante) et l'atome d'oxygène (composant principal de l'eau).

## Histoire
- Les premiers microscopes à rayons X, imaginés par Paul Kirkpatrick et Albert Baez, utilisaient un système optique à incidence rasante.
- Une autre méthode s'est appuyée sur une sorte de lentille de Fresnel constituée d'anneaux concentriques d'or ou de nickel posés sur un substrat de dioxyde de silicium]. Sir Lawrence Bragg a ainsi produit quelques-unes des premières images à rayons X utilisables dès la fin des années 1940.

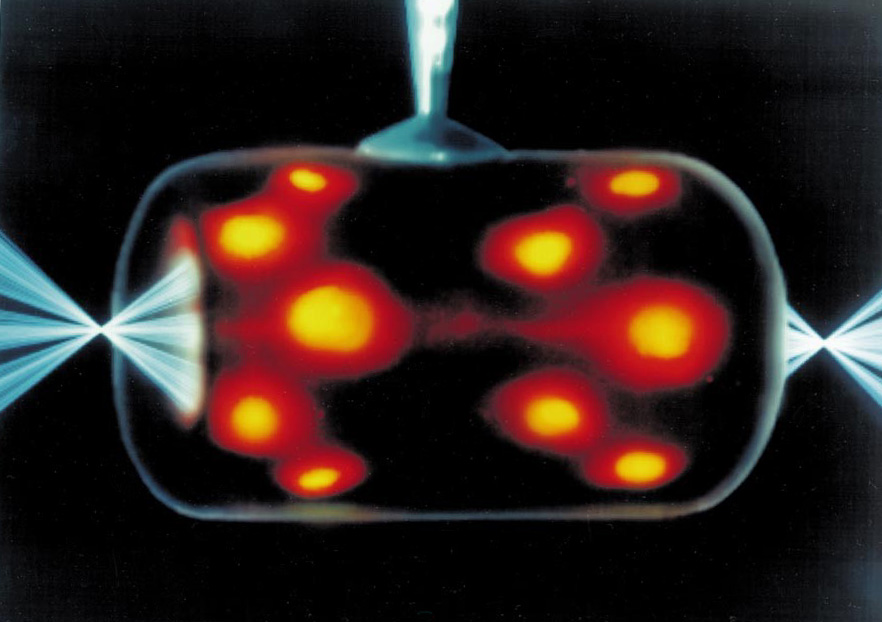
Les rayons X sont ici représentés en orange/rouge.

- Dans les années 1950, Newberry invente un shadow X-ray microscope permettant d'observer l'ombre de l'échantillon placé entre la source et une plaque cible et c'est le principe qui sera suivi par tous les premiers microscopes à rayons X vendus par la General Electric Company.

L'Advanced Light Source (ALS), à Berkeley (Californie), a produit le microscope XM-1,, destiné à des applications diverses en nanosciences (dont l'étude des matériaux nanomagnétiques) en environnement, sciences des matériaux et en biologie. XM-1 utilise une lentille concentrant les rayons X sur des capteurs CCD, d'une manière similaire à un microscope optique. Il détient toujours le record du monde de résolution spatiale et peut combiner une haute résolution spatiale avec une résolution temporelle de 100 ps pour étudier, par exemple, la dynamique de spin ultra-rapide.
L'ALS abrite aussi le XMS2, le premier microscope à rayons X mous spécifiquement destinés à la recherche biologique et biomédicale. Il a été conçu et construit par des scientifiques du Centre national pour la tomographie par rayons X. Le XM-2 est capable de produire des tomographies de cellules.

## Résolution de la microscopie à rayons X
Elle se situe entre celles du microscope optique et de la microscope électronique, avec un avantage sur la microscopie électronique conventionnelle qui est que l'on peut observer des échantillons biologiques dans leur état naturel. La microscopie électronique est largement utilisée pour obtenir des images à une résolution à l'échelle du nanomètre, mais les cellules et objets biologiques relativement épais doivent être chimiquement fixés, déshydratés, noyés dans la résine, puis coupés en tranches ultra-minces (hormis avec la cryo-microscopie électronique qui permet l'observation d'échantillons biologiques dans leur état naturel hydraté, en les intégrant dans de l'eau glacée).
Des résolutions jusqu'à 30 nanomètres sont possibles en utilisant une lentille de Fresnel spéciale qui focalise le rayonnement X mou.

## Source de rayons X
C'est le plus souvent un synchrotron mais depuis peu, plusieurs chercheurs ont commencé à utiliser un plasma produit par laser comme source de rayons X mous, plutôt qu'un synchrotron.

## Avantages
- Les rayons X induisent une fluorescence dans la plupart des matériaux, qui peut être analysée et permettre de déterminer la nature (élément chimique) de l'objet observé.
- On peut aussi générer et observer des clichés de diffraction, comme on le fait dans la cristallographie avec la diffractométrie de rayons X. En analysant, au moyen d'un programme informatique, les réflexions internes d'une figure de diffraction, la structure tridimensionnelle d'un cristal peut être déterminée par le placement des atomes dans les molécules. Les microscopes à rayons X sont parfois utilisés pour ces analyses pour des échantillons trop petits pour être analysés de toute autre manière.